# سوماتينو
سوماتينو (بالإيطالية: Sommatino)‏ هي بلدية في مقاطعة كالتانيسيتا في صقلية الإيطالية.

## السكان
في سنة 1861 بلغ عدد السكان 4٬262 نسمة، وتطور العدد ليصل في سنة 2011 لـ 7٬267 نسمة.
يظهر هذا المخطط البياني تطور النمو السكاني لـ سوماتينو